# Dobšice (ort i Tjeckien, Södra Mähren)
Dobšice är en ort i Tjeckien.   Den ligger i regionen Södra Mähren, i den sydöstra delen av landet, 180 km sydost om huvudstaden Prag. Dobšice ligger 212 meter över havet och antalet invånare är 2 363.
Terrängen runt Dobšice är huvudsakligen lite kuperad. Dobšice ligger nere i en dal. Runt Dobšice är det ganska glesbefolkat, med 48 invånare per kvadratkilometer. Närmaste större samhälle är Znojmo, 2,6 km väster om Dobšice. Trakten runt Dobšice består till största delen av jordbruksmark.